# Torino Lingotto
Torino Lingotto (włoski: Stazione di Torino Lingotto) – stacja kolejowa w Turynie, w regionie Piemont, we Włoszech. Znajduje się tu 11 peronów.
Znajduje się w dzielnicy Lingotto, w pobliżu historycznej fabryki Fiata Lingotto, które zawdzięcza swoją nazwę. Została wybudowana w pobliżu Łuku olimpijskiego.

## Historia
Przystanek autobusowy w 1960 został podwyższony do rangi stacji poprzez budowę instalacji dla pasażerów odjeżdżających i przyjeżdżających.
Wraz ze wzrostem liczby przejeżdżających pociągów na dobę (240 do 270 w ciągu kilku lat), zdecydowano w 1970 o rozszerzeniu podwójnych peronów.
Budynek z 1960 został rozebrany w 1980, aby zrobić miejsce dla nowej stacji otwartej w 1984 roku.
Do tej pory stacja posiada 11 peronów pasażerskich i 7 przedziałów peronowych, podzielone na dwie grupy: Północne przedziały (4 utwory) i południowe przedziały (3 utwory).

## Przyszłość
Dworzec kolejowy Lingotto jest przedmiotem badania organów samorządu terytorialnego, ze względu na wzrost jej znaczenia w ruchu kolejowym na południe od Turynu.
W przyszłości zakłada się zmniejszenie zdolności stacji Torino Porta Nuova, co będzie umacniać wagę stacji Lingotto.